# Цопи (Салерно)
Цопи је насеље у Италији у округу Салерно, региону Кампанија.
Према процени из 2011. у насељу је живело 47 становника. Насеље се налази на надморској висини од 265 м.